# مقاطعة أندروسكوجين (مين)
مقاطعة أندروسكوجين هي مقاطعة في مين، بلغ عدد سكانها 107٬702  نسمة، في 2010، عاصمتها أوبورن، تبلغ مساحتها 1٬288 كيلومتر مربع.

## الموقع
تشترك في الحدود مع:
- مقاطعة فرانكلين (مين)
- مقاطعة ساغداوك (مين)
- مقاطعة كينبيك (مين)
- مقاطعة كمبرلاند
- مقاطعة أكسفورد (مين).

## التقسيمات الإدارية
- أوبورن
- دورهام
- غريني
- ليدز
- لويستون
- ليسبون
- ليفرمور
- Livermore Falls, Maine [الإنجليزية]‏
- ميكانيك فالس
- مينوت
- Poland, Maine [الإنجليزية]‏
- Sabattus, Maine [الإنجليزية]‏
- Turner, Maine [الإنجليزية]‏
- Wales, Maine [الإنجليزية]‏.